# You Never Can Tell (canção)
"You Never Can Tell", também conhecido como "c'est La Vie" ou "Teenage Wedding", é uma canção escrita por Chuck Berry. Foi composta no início da década de 1960, enquanto Berry estava em uma prisão federal por violar o Mann Act. Lançado em 1964, no álbum" St. Louis to Liverpool e no single seguinte Berry's final Top Ten hit of the 1960s: "No Particular Place to Go", "You Never Can Tell" atingiu a posição #14 se tornando o Top 40 final de Berry até "My Ding-a-Ling", em 1971.

## Descrição
A canção fala do casamento de dois adolescentes e o seu estilo de vida depois. Vivendo em um modesto apartamento, o rapaz encontra trabalho e eles começam a desfrutar de uma relativa prosperidade. Eventualmente, eles compram um "souped-up jitney" (um automóvel modificado para alto desempenho) e viajam para Nova Orleans, onde o seu casamento aconteceu, para celebrar o seu aniversário. Cada estrofe termina com o refrão, "C'est la vie,' say the old folks, 'it goes to show you never can tell.'"

## Pulp Fiction
A canção tornou-se popular novamente no  lançamento do filme Pulp Fiction em 1994, dirigido e co-escrito por Quentin Tarantino. A música foi tocada em um Concurso de Dança em que Vincent Vega (John Travolta) e Mia Wallace (Uma Thurman) competiram (e eram os únicos competidores mostrados no filme). A música adicionada um elemento sugestivo na narrativa. E Tarantino disse que a letra da canção de "Pierre" e "Mademoiselle" Deu a cena  uma sensação única da Nouvelle Vague francesa dos anos 50 de dança".

## Impacto
Nick Lowe indicou esta canção, como uma fonte de inspiração para a canção "I Knew the Bride (When She Used to Rock 'n' Roll)", que foi gravado por Dave Edmunds, Status Quo e ele mesmo.

## Versões Cover

### Emmylou Harris versão
Emmylou Harris' cover de "You Never Can Tell"" - Titulada "(You Never Can Tell), c'est La Vie" - Foi principal single em 1977 do  álbum Luxury Liner.
Harris tinha cantado musicas de Chuck Berry como um membro de folk trio no inicio de sua carreira. A decisão de gravar "...C'est La Vie" foi o resultado de  ter escutado clássicos do rock, enquanto  estava na  estrada. A musica, que apresenta um notável Cajun violino contribuição  de Ricky Scaggs, foi constituída em 10 de agosto de 1976 com sessões gravadas no Enactron Truck, o estúdio móvel de propriedade e operado pelo produtor de Harris Brian Ahern. A mesma sessão rendeu "Hello Stranger", que iria servir como B-side do single de lançamento.
Lançado 2 De Fevereiro De 1977, "...C'est La Vie" disparou nas venda e chegou a posição  #6 na C&W chart na Billboardde abril. A Musica também subiu para #4 e #5 posição, respectivamente, na Holanda, e também a Região Flamenga da Bélgica. Ele também alcançou na Alemanha, a #41 posição.
Em 2013 em entrevista Harris disse: "c'est la Vie" foi uma canção maravilhosa, e eu poderia [executar] por razões nostálgicas, mas apenas perdeu o seu apelo para mim depois de um tempo. Eu não sinto que eu estava trazendo alguma coisa para ela, eu acho."

### Também
- 1974 Ronnie Lane, no Ronnie Lane Slim Chance
- 1975 John Prine, no Common Sense
- 1975 Loggins e Messina, So Fine
- 1976 New Riders of the Purple Sage, em New Riders
- 1981 Waylon Jennings e Jessi Colter, em Leather and Lace
- 1984 Ian A. Anderson e Mike Cooper, em The Continuous Preaching Blues
- 1985 Bill Wyman's  "Willie and the Poor Boys", com Charlie Watts, Andy Fairweather-Lowe, Mickey Gee, Geraint Watkins
- 1993 Aaron Neville, sobre The Grand Tour
- 1994 Bob Seger, no Greatest Hits (as"c'est La Vie")
- 1996 Status Quo, Don't Stop
- 2003 Farmboy, no álbum Farmboy (asc'est la Vie)
- 2005 Chely Wright,  The Metropolitan Hotel  (as"c'est La Vie (You Never Can Tell)")
- 2005 Santiago & Luis Auserón, em Las Malas Lenguas (as "Quién Lo Iba Um Suponer")
- 2005 Texas Lightning, no Meanwhile, back at the Ranch (as "c'est La Vie")
- 2008 Roch Voisine, em Americana
- 2010 The Morlocks, no Play Chess
- 2013 Bruce Springsteen, no Wrecking Ball tour, na Alemanha